# Eurofins Scientific
Eurofins Scientific SE est un groupe français de laboratoires d'analyses spécialisé dans l'agroalimentaire, la pharmacie, l'environnement et la biologie médicale, créé à Nantes en 1987. Son siège social est situé au Luxembourg.

## Histoire
Eurofins Scientific a été créé à Nantes en 1987 avec un effectif de quatre personnes pour industrialiser et commercialiser la technologie SNIF-NMR, une méthode d’analyse brevetée permettant de vérifier l'origine et la pureté de nombreux aliments et boissons, dans les cas où les méthodes d'analyses traditionnelles ne réussissent pas à détecter les contrefaçons sophistiquées (ajout de sucres dans le vin, etc.). La méthode a été développée par deux chercheurs de l'université de Nantes, Gérard-Jean et Maryvonne Martin quelques années plus tôt, et l'entreprise est créée par leur fils Gilles Martin pour la commercialiser,.
Le groupe industrialise ses analyses, ce qui lui permet de proposer des tarifs plus faibles que ses concurrents. Les pouvoirs publics et les entreprises le sollicitent notamment à chaque crise alimentaire.
En 1997, l'entreprise est introduite en bourse. Entre 1996 et 2011, le groupe rachète, au total, 80 concurrents.
En 2014, Eurofins a réalisé dix-sept acquisitions visant à consolider sa position de leader sur ses marchés existants ou à entrer sur de nouveaux segments d'analyses au sein des compétences du groupe :
- KBBL (analyse agroalimentaire et analyse de l'eau aux Pays-Bas) ;
- Omegam (analyse environnementale aux Pays-Bas) ;
- Applus Agrofood Testing (analyses agro-environnementales et de pesticides en Espagne) ;
- Maintpartner Group (analyses agro-chimiques et alimentaires en Finlande) ;
- Underwriters Laboratories (analyses de l'eau aux États-Unis) ;
- Calscience (analyses environnementales aux États-Unis) ;
- ViraCor-IBT (entrée sur le marché du diagnostic de spécialité aux États-Unis) ;
- Anatech (analyses environnementales au Brésil).

Début 2015, Eurofins a racheté BioDiagnostics (un des principaux laboratoires d'analyses de semences et de plantes aux États-Unis), ainsi que Boston Heart Diagnostics (entrée sur le segment du diagnostic clinique spécialisé dans les maladies cardiovasculaires). Le 22 juin 2015, Eurofins annonce l'acquisition du groupe français Biomnis, principal laboratoire indépendant de services de diagnostic clinique spécialisé, pour 220 millions d'euros.
Le 19 mai 2016, Eurofins a acquis les laboratoires d'analyses alimentaires, d'hydrologie et pharmaceutiques d'Exova en Angleterre et Irlande, un groupe de dix laboratoires et plus de 300 employés. Le 1er juin 2016, Eurofins annonce l'acquisition du groupe Agro-Analyses, spécialisé dans la sécurité des aliments, qui possède 157 employés pour plus de 10 M€ de chiffre d'affaires. Le 29 décembre 2016, Eurofins annonce avoir signé un contrat pour l'acquisition de Villapharma Research ayant un laboratoire situé à Murcie et un effectif de 86 personnes.
Le 24 mars 2017, Eurofins annonce le rachat de l'entreprise VBM Laboratoriet, un laboratoire important de tests dans les secteurs des matériaux de construction et de l'environnement. En mai, Eurofins acquiert quatre laboratoires de diagnostic clinique en France, annonçant ainsi une augmentation de son chiffre d'affaires de dix millions d'euros[réf. nécessaire]. En juin 2017, Eurofins acquiert l'entreprise italienne Genomin. En juillet, Eurofins annonce l'acquisition d'Amatsigroup pour 130 millions d'euros, un façonnier, un sous-traitant pharmaceutique spécialisé dans le développement de traitement. Le même mois, Eurofins annonce l'acquisition de l'indien Advinus. En août, Eurofins annonce l'achat de deux laboratoires de tests japonais : Japan Analytical Chemistry Consultants et Ecopro Research. En septembre 2017, Eurofins annonce l'acquisition de EAG Laboratories, une entreprise américaine qui a environ mille employés, pour 780 millions de dollars.
En mai 2018, la direction de la société annonce qu’elle va reprendre « en sous-traitance » Astellas, le laboratoire d’analyses du groupe pharmaceutique japonais. Eurofins fait ainsi son entrée sur le marché nippon.
En 2020, Eurofins, lors la pandémie de Covid-19, lance une série de produits destinés à la gestion de cette crise, dont des tests Covid "à réponse rapide" qui sont très largement utilisés pour tester la population. Cet épisode renforce la performance de l'entreprise, qui affiche à la fin de l'année un bénéfice net trois fois supérieur à celui de l'année précédente, et un endettement en forte baisse. Le lundi 20 septembre 2021, Eurofins Scientific entre au CAC 40 en remplaçant Atos.

## Activité
Eurofins Scientific effectue des analyses pour les particuliers, entreprises privées et les organismes publics des secteurs de la pharmacie, de l'alimentation, des analyses de biologie médicales, de l'environnement et des tests produits non-alimentaires :
- un réseau de plus de 900 laboratoires répartis à travers 1 000 compagnies indépendantes et 62 pays en Europe, Océanie, Amérique du Nord et du Sud ainsi que dans la région Asie-Pacifique [17];
- un effectif d’environ 62 000 personnes (en 2023)[17].

Le site historique de Nantes, spécialisé dans les bioanalyses agroalimentaires (analyses compositionnelles des liquides, analyses nutritionnelles, recherche des contaminants, détection des OGM, microbiologie alimentaire, etc.) possède 11 500 m2 de surface de laboratoire et emploie 450 personnes.

## Controverses
Conformément à la structure décentralisée et entrepreneuriale du réseau Eurofins, la société Eurofins Analytics France SAS a été scindée en cinq entités différentes couvrant des activités analytiques distinctes.
Le 11 décembre 2023, la cour d’appel de Rennes a considéré l’existence d’une unité économique et sociale entre ces cinq sociétés au sein de laquelle sera élu un CSE global.
En 2022, le laboratoire est le seul groupe du CAC 40 à ne pas avoir répondu aux questions du Forum pour l’investissement responsable, émanant de la Caisse des dépôts et consignations. L'année suivante, l'association l'a classé dernier parmi le CAC 40 en matière de communication financière RSE.

## Actionnaires
Au 28 avril 2019.
| Nom                                       | Actions   | %      |
| Famille Martin                            | 6 414 548 | 36,3 % |
| Caisse de dépôt et placement du Québec    | 721 034   | 4,09 % |
| OppenheimerFunds (en)                     | 500 000   | 2,83%  |
| The Vanguard Group                        | 307 940   | 1,74 % |
| T. Rowe Price Associates                  | 261 658   | 1,48 % |
| Norges Bank Investment Management         | 199 738   | 1,13 % |
| Threadneedle Asset Management             | 196 147   | 1,11 % |
| Natixis Investment Managers International | 176 514   | 1,00 % |
| BlackRock Fund Advisors                   | 156 005   | 0,88 % |
| Invesco Canada                            | 143 983   | 0,82 % |